# Хоакін Марія Лопес
Хоакін Марія Лопес-і-Лопес (ісп. Joaquín María López y López; 15 серпня 1798 — 14 листопада 1855) — іспанський політик, письменник і журналіст, мер Мадрида (1840), двічі очолював уряду країни 1843 року.

## Життєпис
Від 1811 до 1814 року вивчав філософію в Мурсії, після чого здобував юридичну освіту в Оріуелі. Задля уникнення репресій, пов'язаних з відновленням в Іспанії абсолютизму, був змушений виїхати до Монпельє, де вивчав точні науки й медицину.
Свою політичну кар'єру розпочав, отримавши посаду в муніципальному управлінні Аліканте. 1834 року був обраний до лав парламенту від провінції Аліканте. 1840 року став мером Мадрида. Після цього, 1843 року, двічі очолював уряд. Однією з найважливіших подій часів його врядування стало оголошення королеви Ізабелли II повнолітньою та здатною правити самостійно. Зовсім скоро він залишив політику, до якої ненадовго повернувся на період 1849-1853 років, коли він був сенатором і спеціальним міністром військового трибуналу та військово-морського флоту.

## Літературні праці
- El juramento
- Discursos pronunciados en las Cortes de 1836, 37 y 38
- Lecciones de elocuencia general, de elocuencia forense, de elocuencia parlamentaria y de improvisación
- Colección de discursos parlamantarios, Defensas Forenses y producciones literarias